# Cnemidophorus gularis
Cnemidophorus gularis är en ödleart som beskrevs av  Baird och GIRARD 1852. Cnemidophorus gularis ingår i släktet Cnemidophorus och familjen tejuödlor. IUCN kategoriserar arten globalt som livskraftig.

## Underarter
Arten delas in i följande underarter:
- C. g. gularis
- C. g. colossus
- C. g. pallidus
- C. g. rauni
- C. g. semiannulatus
- C. g. semifasciatus